# London Irish
London Irish (offiziell London Irish Rugby Football Club, oft auch The Exiles genannt) war ein englischer Rugby-Union-Verein, der in der English Premiership spielte. Die erste Mannschaft trug ihre Heimspiele im Gtech Community Stadium aus. Das Maskottchen war Digger, ein Irish Wolfhound.

## Geschichte
Der London Irish Rugby Football Club wurde 1898 gegründet, um jungen in London lebenden Iren die Möglichkeit zu bieten, Rugby spielen zu können. Dabei folgte man dem Beispiel des London Welsh RFC (für Waliser) und des London Scottish FC (für Schotten). Der Verein wurde von den Auswirkungen des Ersten Weltkrieges und des Irischen Unabhängigkeitskrieges hart getroffen und war erst ab 1923 (nach der Gründung des Irischen Freistaates) wieder in der Lage, Spieler aus Irland zu verpflichten. Erster Nationalspieler aus den Reihen des Vereins war in der zweiten Hälfte der 1920er Jahre S. J. Cagney.
Im Dezember 1931 wurde das vereinseigene Stadion The Avenue in Sunbury-on-Thames südwestlich von London eingeweiht. Über die Jahre hinweg zeigte London Irish durchschnittliche Leistungen. Auf die Saison 1976/77 hin führte die Rugby Football Union nach langem Zögern Wertungstabellen ein und London Irish wurde Sieger der Londoner Division. 1990 stieg die erste Mannschaft in die oberste Liga auf. London Irish hatte in der zunehmend professioneller werdenden Liga mit finanziellen Schwierigkeiten zu kämpfen, was sich auch auf Leistungen auf dem Feld auswirkte: 1994 stieg London Irish in die National Division One ab, doch bereits 1996 gelang der Wiederaufstieg.
1999 fusionierte London Irish mit London Scottish und dem Richmond FC und bildet seither die Dachorganisation der zwei anderen Vereine. Darüber hinaus wurde eine neue Amateurmannschaft gegründet, der London Irish Amateur RFC. Seit 2001 spielt die erste Mannschaft aus Kapazitätsgründen im Madejski Stadium in Reading, doch The Avenue bleibt nach wie vor die „spirituelle Heimat“ und Spielstätte der Junioren- und Amateurmannschaften. Den größten Erfolg der Vereinsgeschichte erzielten die London Irish 2002 mit dem Gewinn des Pokalwettbewerbs Powergen Cup. Im Jahr 2009 erreichte man das Finale in der englischen Meisterschaft, scheiterte dort jedoch an den Leicester Tigers. Im Jahre 2020 kehrte sie nach London ins Brentford Community Stadium zurück.
2016 und 2018 stiegen die Irish aus der Premiership ab, doch gelang ihnen jeweils in den Folgejahren als Zweitliga-Meister der direkte Wiederaufstieg.
Anfang Juni 2023 stellte die HM Revenue and Customs (HMRC) einen Antrag auf Liquidation der London Irish, aufgrund von unbezahlten Steuerrechnungen in Höhe von bis zu £1 Mio. London Irish und die potenziellen Käufer waren nicht in der Lage, Zusicherungen über die finanzielle Fähigkeit des Vereins für die Saison 2023/24 zu geben. Die Rugby Football Union (RFU) gab bekannt, dass London Irish in der nächsten Saison an keiner Liga teilnehmen wird. Nach dem Ausschluss aus der English Premiership am 6. Juni stellte der Club am darauffolgenden Tag einen Insolvenzantrag. Insgesamt sollen sich Schulden von etwa £30 Mio. angehäuft haben.

## Erfolge
- Finalist Premiership: 2009
- Sieger Powergen Cup: 2002
- Finalist John Player Cup: 1980

## Spieler

### Aktueller Kader
Der Kader für die Saison 2019/20:

### Bekannte ehemalige Spieler
| - Joe Ansbro (Schottland) - Delon Armitage - Justin Bishop (Irland) - Niall Brophy (Irland) - Mike Catt - Alex Corbisiero - Victor Costello (Irland) - Jeremy Davidson (Irland) - Kieron Dawson (Irland) - Clarke Dermody (Neuseeland) - Riki Flutey - Ben Franks (Neuseeland) - Simon Geoghegan (Irland) - Mike Gibson (Irland) | - Ian Gough (Wales) - David Humphreys (Irland) - Scott Lawson (Schottland) - Juan Manuel Leguizamón (Argentinien) - Lascha Lomidse (Georgien) - Olivier Magne (Frankreich) - Sean Maitland (Schottland) - Seilala Mapusua (Samoa) - Luke McLean (Italien) - Brendan Mullin (Irland) - Phil Murphy (Kanada) - James O’Connor (Australien) - Kevin O’Flanagan (Irland) - Malcolm O’Kelly (Irland) | - Tony O’Reilly (Irland) - Conor O’Shea (Irland) - Patrick Parfrey (Irland) - Paul Sackey - Dick Spring (Irland) - Jim Staples (Irland) - George Stowers (Samoa) - Sailosi Tagicakibau (Samoa) - Robin Thompson (Irland) - Gonzalo Tiesi (Argentinien) - Brendan Venter (Südafrika) - Anthony Watson |